# Freenode
freenode, znany wcześniej pod nazwą Open Projects Network, to internetowa sieć serwerów IRC, która jest szczególnie popularna wśród użytkowników wolnego i otwartego oprogramowania. Freenode jest oficjalną siecią IRC dla takich projektów jak Ubuntu, Gentoo, GNU czy KDE. W skład sieci wchodzi aktualnie 25 serwerów, średnia liczba użytkowników sieci przekracza 90 tysięcy, maksymalna zarejestrowana liczba jednoczesnych użytkowników wynosi 98 966, a liczba zarejestrowanych kanałów przekracza 50 tysięcy.
Serwery freenode działają aktualnie w oparciu o oprogramowanie IRCd ircd-seven (które powstaje na bazie demona IRC charybdis) oraz zbiór serwisów Atheme, dający użytkownikom sieci możliwość korzystania z usług: ChanServ, NickServ, MemoServ i Alis (Advanced LIst Service).

## Historia
Początki freenode sięgają roku 1994, gdy Rob Levin stworzył kanał #linuxneo w sieci EFNet, mający służyć jako kanał wsparcia dla użytkowników systemów GNU/Linux. Po pewnym czasie nazwa kanału została zmieniona na #LinPeople, w 1995 r. kanał został przeniesiony do sieci Undernet, następnie DALnet, a w końcu użytkownicy kanału postanowili stworzyć własną sieć IRC, o nazwie irc.linpeople.org, która w roku 1998 została przemianowana na Open Projects Net i której używało 200 użytkowników na mniej niż 20 kanałach. W 2002 r. sieć Open Projects Net zmieniła nazwę na freenode.